# Eupodoctis annulatipes
Eupodoctis annulatipes is een hooiwagen uit de familie Podoctidae.